# Břežany u Znojma
Břežany, bis 1949 Fryšava, auch Vršava (deutsch Frischau) ist eine Gemeinde im Okres Znojmo (Bezirk Znaim), Jihomoravský kraj (Region Südmähren) in der Tschechischen Republik. Sie liegt 21 Kilometer östlich von Znojmo.

## Geographie
Břežany befindet sich in der südmährischen Thayaebene in der Talmulde des Flüsschens Břežanka an der Einmündung des Libický potok. Im Westen des Ortes liegt der Teich U Dvora. Zwei Kilometer östlich des Dorfes verläuft die Eisenbahnstrecke von Brno (Brünn) nach Hrušovany nad Jevišovkou (Grusbach), an der Břežany einen Bahnhalt besitzt. Der Ort ist als ein Mehrzeilendorf angelegt.
Nachbarorte sind Dolenice (Tullnitz) und Ležák im Norden, Litobratřice (Leipertitz) im Nordosten, Na Pastvinách und Hrušovany nad Jevišovkou (Grusbach) im Südosten, Pravice (Probitz) und Kolonie u Dvora im Süden, Božice (Possitz) im Südwesten, Čejkovice im Westen sowie Mackovice (Moskowitz) im Nordwesten.

## Geschichte

Ansicht von Frischau, 1939

Die „ui“- Mundart (bairisch-österreichisch) mit ihren speziellen Bairischen Kennwörtern weist auf eine Besiedlung durch bayrische deutsche Stämme hin, wie sie nach 1050, aber vor allem im 12/13. Jahrhundert erfolgte. Der zum Besitz des Klosters Velehrad gehörende Ort war vermutlich Teil des von Markgraf Vladislav Heinrich 1205 gestifteten Gründungskapitals des Klosters. Im meist sandigen Boden im Gemeindegebiet wurde viel Weinbau betrieben. Erstmals urkundlich erwähnt wurde Briessan im Jahre 1222, als Bischof Robert von England die Kirche St. Bartholomäus zur Pfarrkirche erhob. Im Laufe der Jahrhunderte änderte sich die Schreibweise des Ortes. So lautete sie 1222 Vrishan, 1338 Vrischaw und 1481 Frissow.
Am 22. März 1338 erhob Markgraf Karl Vrischaw zum Markt und verlieh diesem auch die Hochgerichtsbarkeit. Während der klösterlichen Herrschaft, die bis 1490 andauerte, erlebte der Markt seine Blütezeit. In der Folgezeit erfolgte eine Verpfändung an weltliche Herren, die häufig wechselten.
Der Familie Ofner, die die Allodialherrschaft von 1490 bis 1531 hielt, folgte um 1536 Johann von Pernstein. Als dessen Sohn Vratislav 1560 die Güter Grusbach und Frischau einschließlich Pratsch und Testic an Johann von Žerotín veräußern musste, waren diese herabgewirtschaftet und somit waren das einstige Marktrecht und die Blutgerichtsbarkeit verfallen. Frischau blieb seither immer ein Dorf. Das Pfarrpatronat erhielt 1539 das Kloster Bruck und ordnete Frischau der Pfarre in Grillowitz zu. Im Jahre 1570 lassen sich die Täufer im Ort nieder. Um 1574 erwarb Peter Čertorejský von Čertorej die Güter Frischau und Grusbach. Wegen Beteiligung am Ständeaufstand wurde der Besitz der Čertorejský 1620 konfisziert. Die Täufer werden bereits am Anfang des Dreißigjährigen Krieges, nach der Schlacht am Weißen Berg und der einsetzenden Gegenreformation, im Jahre 1622 vertrieben. Die meisten Täufer zogen daraufhin nach Siebenbürgen weiter. Der Ort wurde während des Dreißigjährigen Krieges mehrmals von kaiserlichen und schwedischen Truppen geplündert. Nur 30 Ortsbewohner überlebten diese Kriegsjahre.
Es folgte ein ständiger Besitzerwechsel, bis die Allodialherrschaft 1692 an die Liechtensteiner kam. Seit 1672 wurde der Ortsname als Frischau geschrieben. 1713 erfolgte unter Johann Adam von Liechtenstein der Bau des Schlosses. 1744 richteten die Klosterbrucker Prämonstratenser wieder eine Pfarre in Frischau ein. Maria Gabriela von Liechtenstein ließ 1771 die neue Kirche errichten. 1793 hatte das Dorf 554 Einwohner.
Während der Revolutionskriege marschierten französische Truppen in den Jahren 1805 und 1809 durch den Ort und schleppten die Cholera ein. Diese Seuche wütete im Jahre 1831 und während des Deutsch-Österreichischen Krieges, im Jahre 1866, nochmals im Ort.
Unter Moritz von Liechtenstein wurde zwischen 1818 und 1819 das Schloss umgebaut und mit einem englischen Landschaftspark umgeben. Bis zum Umbau befand sich im Schloss eine bedeutende Gemäldesammlung, die der Fürst an den Grafen Desfours, Dompropst in Nikolsburg, verkaufen wollte und die nach ihrer Einschiffung nach London auf dem Wasserwege verloren ging. Wegen der steigenden Anzahl von Schulkindern wurde im Jahre 1834 ein neues zweiklassiges Schulgebäude errichtet. Nach der Ablösung der Patrimonialherrschaften wurde Frischau ab 1848 zu einer selbständigen Gemeinde. Im Jahre 1870 erfolgen der Anschluss an das Bahnnetz sowie die Einrichtung eines Postamts. Ab 1897 ist eine Freiwillige Feuerwehr im Ort nachweisbar. 1907 wird die Schule auf drei Klassen ausgebaut. Der größte Teil der Frischauer lebte von der Landwirtschaft. Aufgrund des günstigen Klimas wurden neben verschiedener Getreidesorten auch Kartoffeln, Mais, Futter- und Zuckerrüben, Raps, Gurken, Kürbisse, Melonen, Paprika, Tomaten, Kirschen Marillen, Weichseln, Pfirsiche und Zwetschgen in großen Mengen angebaut. Nach dem Auftreten der Reblaus, um 1864, ging der Weinbau erheblich zurück, so dass im Jahre 1945 nur noch 8 ha Wein angebaut wurden. Neben dem üblichen Kleingewerbe gab es noch eine Schnapsbrennerei und einen Meierhof im Ort.
Nach dem Ersten Weltkrieg und dem Vertrag von Saint-Germain 1919 wurde der Ort, der im Jahre 1910 ausschließlich von Deutschsüdmährern bewohnt war, Bestandteil der neuen Tschechoslowakischen Republik. Der Meierhof kam unter die Verwaltung der „Kolonisierungsgesellschaft“. Diese verteilte während der Bodenreform im Jahre 1924/1925 den Großteil des Landes an tschechische Siedler. Weiters kam es in der Zwischenkriegszeit durch die Neubesetzungen von Beamtenposten zu einem weiteren vermehrten Zuzug von Personen tschechischer Nationalität. Zwischen 1910 und 1930 war der Bevölkerungsanteil der Deutschsüdmährer von 100 % auf 78 % zurückgegangen. 1926 kaufte die Kongregation der heiligen Hedwig das Schloss und stiftete eine Mädchenbewahranstalt, später wurde daraus eine Jugendfürsorgeeinrichtung. Die Elektrifizierung des Ortes erfolgte im Jahre 1929. Ab 1931 gibt es eine tschechische Minderheitenschule in Frischau. Nach dem Münchner Abkommen 1938 kam der Ort an das Deutsche Reich und wurde ein Teil des Reichsgaues Niederdonau.
Nach dem Ende des Zweiten Weltkrieges, der 87 Gefallene und Vermisste forderte, kam die Gemeinde am 8. Mai 1945 wieder zur Tschechoslowakei zurück. Nach Abzug der Rotarmisten kamen zuerst die sogenannten „Raubgarden“, die die Häuser der deutschmährischen Bevölkerung plünderten und im Anschluss die tschechischen „Hausbesetzer“. Fünf deutsche Ortsbewohner kamen bei den Nachkriegsexzessen zu Tode. Andere flüchteten über die nahe Grenze nach Österreich oder wurden hinüber getrieben. Einige Teilnehmer des Brünner Todesmarsches wurden im Kloster aufgenommen. 59 Personen, vor allem Klosterangehörige, verblieben im Ort.
In Übereinstimmung mit den ursprünglichen Überführungs-Zielen des Potsdamer Protokolls sollte die Zwangsaussiedlung aller Sudetendeutschen aus Österreich nach Deutschland erfolgen. Trotzdem konnten 156 Frischauer in Österreich verbleiben, 599 kamen nach Baden-Württemberg und 117 nach Bayern. Eine Familie wanderte nach Schweden und zwei in die USA aus.
Matriken werden seit 1663 geführt. Onlinesuche über das Landesarchiv Brünn.

## Wappen und Siegel
Das älteste, durch Originalabdrucke nachweisbare Siegel führt innerhalb eines hochovalen Perlenkranzes die Umschrift „SIGILLVM.DER.GEMAN.IN.FRISA***“. Das Siegelbild zeigt einen auf drei gestielten Weintrauben stehenden Vogel mit einem Beerenstengel im Schnabel, daran eine Weinbeere, während eine zweite eben abfällt. Über dem Rücken des Vogels ist eine sechsblättrige Rose abgebildet.

## Einwohnerentwicklung
| Volkszählung                                    | Einwohner insgesamt | Volkszugehörigkeit der Einwohner | Volkszugehörigkeit der Einwohner | Volkszugehörigkeit der Einwohner |
| Jahr                                            | Einwohner insgesamt | Deutsche                         | Tschechen                        | andere                           |
| 1793                                            | 554                 |                                  |                                  |                                  |
| 1836                                            | 905                 |                                  |                                  |                                  |
| 1880                                            | 972                 | 947                              | 25                               | 0                                |
| 1890                                            | 920                 | 918                              | 0                                | 2                                |
| 1900                                            | 1000                | 977                              | 12                               | 11                               |
| 1910                                            | 1060                | 1054                             | 0                                | 6                                |
| 1921                                            | 1064                | 948                              | 66                               | 50                               |
| 1930                                            | 1216                | 955                              | 210                              | 51                               |
| 1939                                            | 1162                |                                  |                                  |                                  |
| Statistický lexikon obcí CSSR 1965 (Praha 1966) |                     |                                  |                                  |                                  |

## Sehenswürdigkeiten
- Pfarrkirche Mariae Verkündigung (1771), umgebaut 1838
- Schloss Břežany, erbaut 1713, mit englischen Park, 1818/19 umgebaut
- Bildsäulen des hl. Florian (18. Jahrhundert), der Dreifaltigkeit und des Johann von Nepomuk
- Bildstock der hl. Maria
- Kriegerdenkmal (1920)

## Persönlichkeiten
- Rudolf Ferdinand von Lobkowitz (1840–1908), böhmischer Adliger, k. k. Kämmerer, Geheimrat, Feldmarschallleutnant und Feldzeugmeister der österreichischen Armee
- Anna Wamboldt von Umstadt (1907–1986), fertigte religiöse Plastiken für den Saldenburger Kreuzweg

## Brauchtum
Reiches Brauchtum sowie zahlreiche Märchen und Sagen bereicherten das Leben der 1945/46 vertriebenen, deutschen Ortsbewohner:
- Zum Fest Maria Verkündigung gab es den Ortskirtag. Burschen kaufen den Mädeln Lebkuchenherzen, die bedanken sich zu Ostern mit farbigen Eiern. Zur ersten hl. Messe kommen auch die Schakwitz-Hermannsdörfer, Tullnitzer, Leipertitzer, auch Possitzer und Groß-Grillowitzer. Um zehn Uhr wird das Hochamt gefeiert und um halb drei kommen alle zum feierlichen Segen.[16]